# مجدلیا، ادلب
مجدلیا (به عربی: مجدلیا) یک روستا در سوریه است که در ناحیه مرکزی اریحا واقع شده‌است. مجدلیا ۱٬۴۲۹ نفر جمعیت دارد.